# Абштат
Абштат (нім. Abstatt)  — громада в Німеччині, в землі Баден-Вюртемберг. 
Підпорядковується адміністративному округу Штутгарт. Входить до складу району Гайльбронн. Підпорядковується управлінню «Шоцах-Боттварталь». Населення становить 4486 осіб (на 31 грудня 2010 року). Займає площу 9,66 км². Офіційний код  — 08 1 25 001. 
Громада підрозділяється на 3 сільських округи. 

## Фотографії

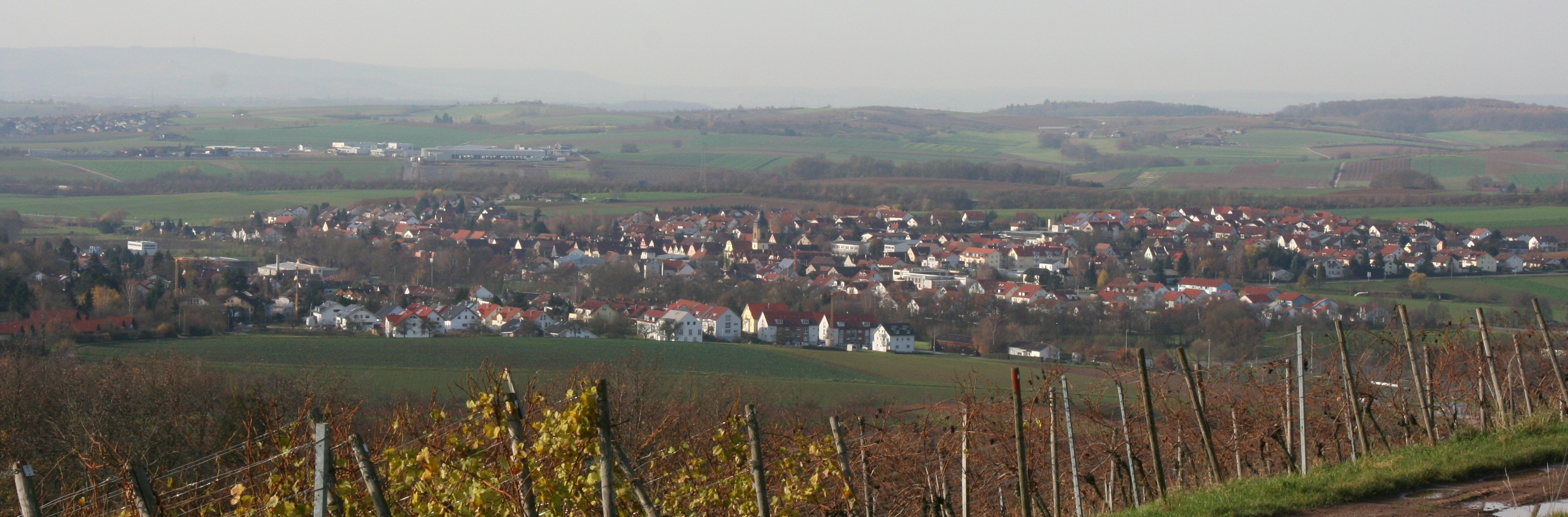
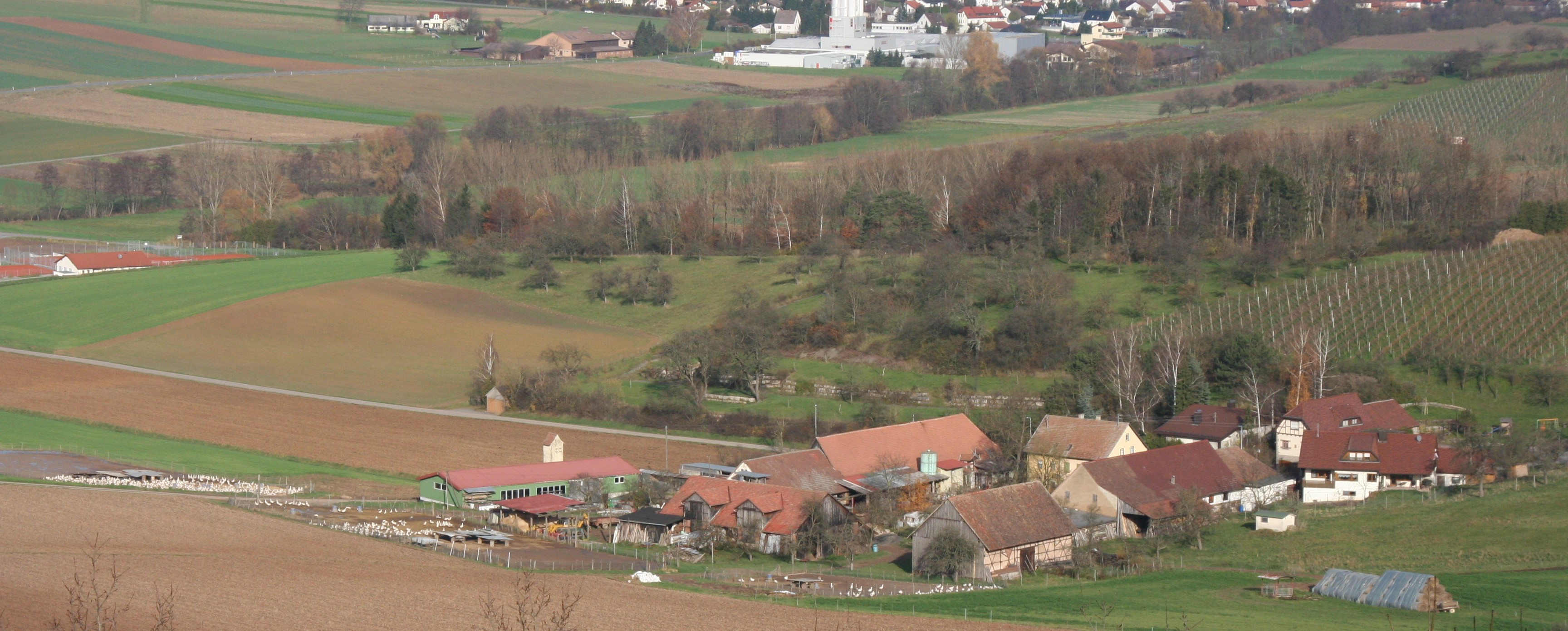
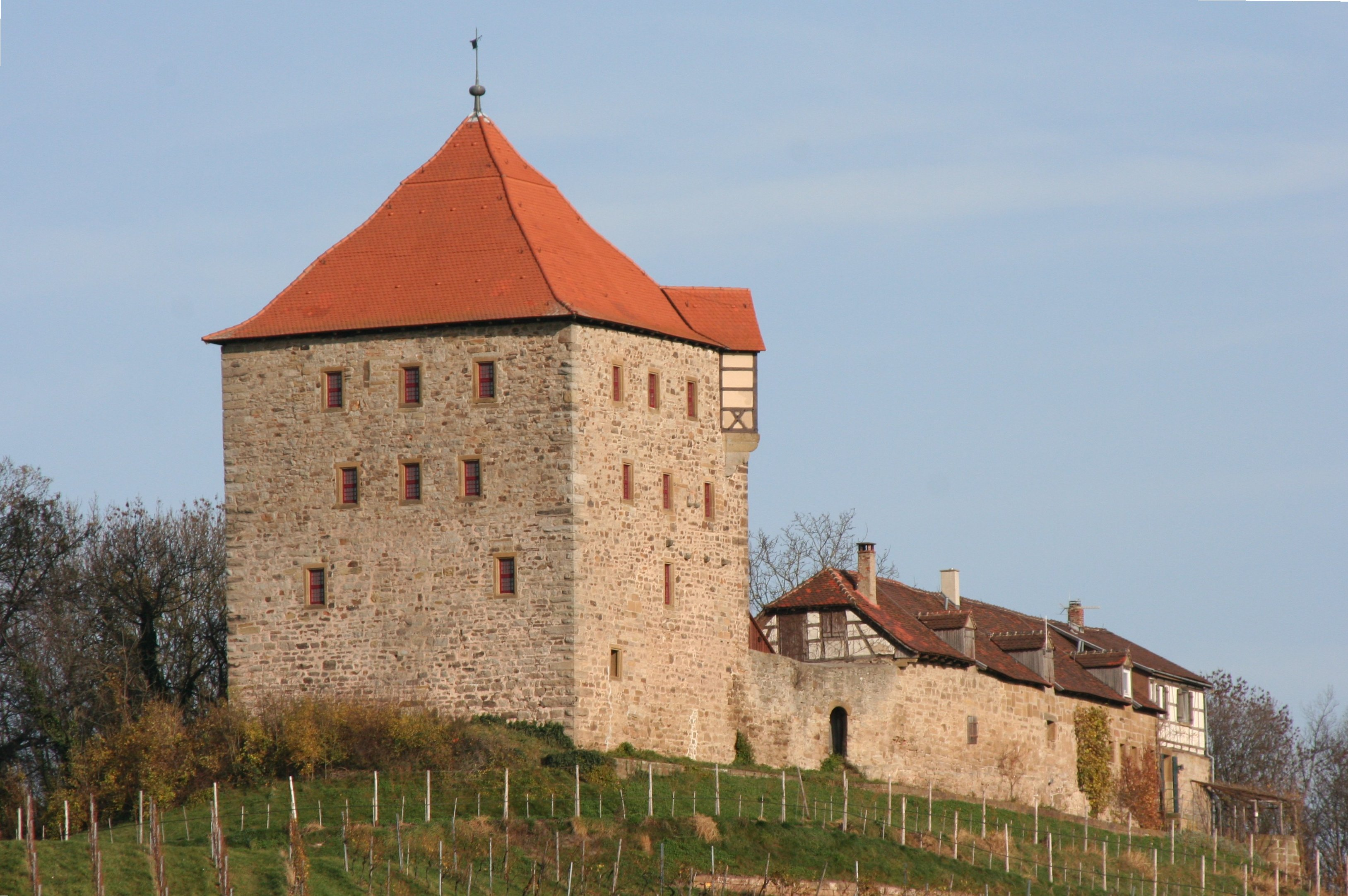
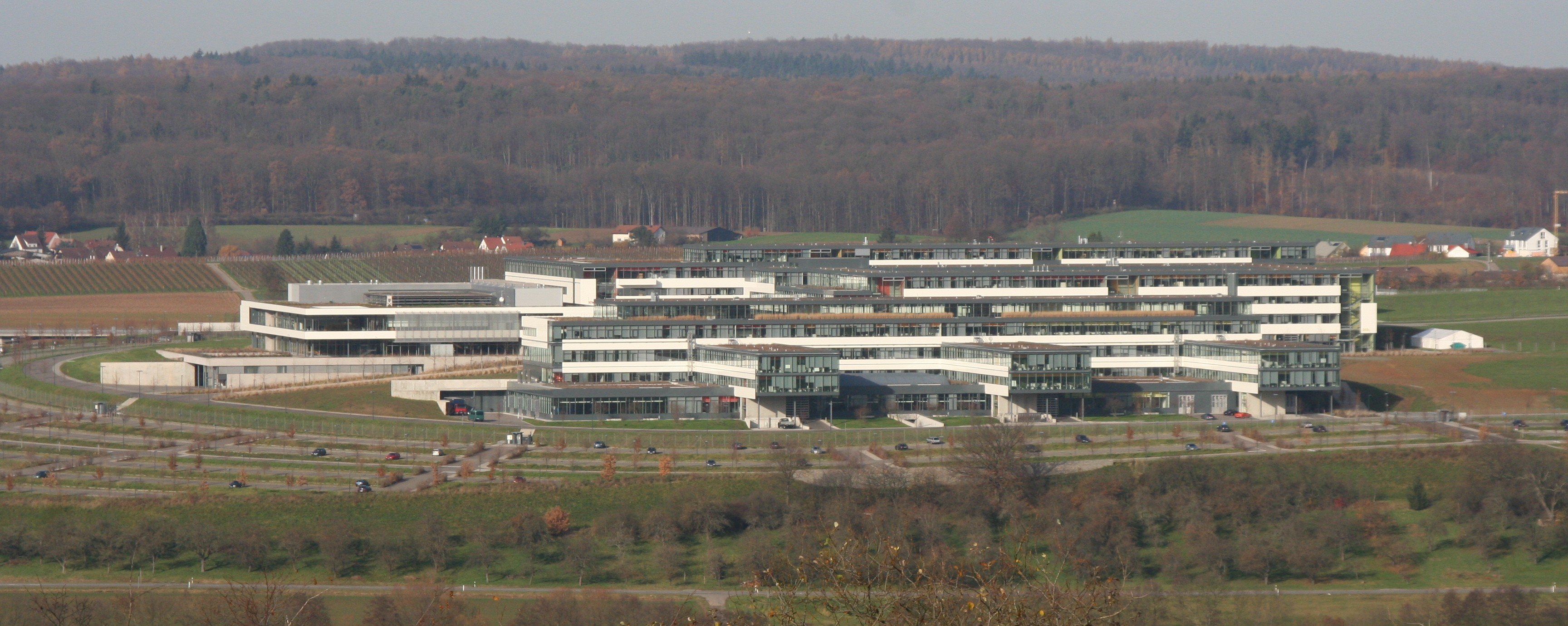